# Hinterrheinbrücke Reichenau
Die Hinterrheinbrücke Reichenau führt die Autostrasse A13 zwischen Bonaduz und Domat/Ems über den Hinterrhein im Kanton Graubünden.
Sie steht etwa 60 m oberhalb der beiden Hinterrheinbrücken der Rhätischen Bahn, die ihrerseits knapp oberhalb des Zusammenflusses von Vorderrhein und Hinterrhein zum Alpenrhein stehen, der nach 140 m von der Hauptstrasse 13 auf der historischen Emserbrücke überbrückt wird. Die Hauptstrasse 13 führt kurz durch Reichenau und danach auf einer Spannbetonbrücke über den Vorderrhein nach Bonaduz.

## Beschreibung
Die Brücke steht im Zuge der hier nicht richtungsgetrennten und zweispurigen A13. Da sie aber unmittelbar vor der Ausfahrt 19 Bonaduz Rhäzüns steht, trägt die Brücke zwei Fahrstreifen und einen Ausfädelungsstreifen für die Ausfahrt. Sie hat keine Seitenstreifen. Sie ist durch starke stählerne Geländer begrenzt.
Die 75,8 m lange und 13 m breite Brücke überquert den Hinterrhein in einem leichten Winkel und einer flachen Kurve. Die örtlichen Gegebenheiten erforderten eine möglichst flache Brücke dicht über dem höchsten Hochwasserstand. Die Überprüfung verschiedener Alternativen führte zur Wahl einer zweifeldrigen Spannbetonbrücke mit einem dreizelligen Hohlkasten und einer Bauhöhe von nur 1,48 m als günstigste Lösung, obwohl sie die ungewöhnliche Folge hatte, dass der einzige Pfeiler mitten im Fluss steht. Der runde Betonpfeiler ist mit einem Durchmesser von 2,0 m so bemessen, dass er Hochwasser, Eisdruck und Treibholz standhalten kann.